# 康普顿 (加利福尼亚州)
康普顿（英語：Compton）是美国加利福尼亚州洛杉矶县的一座城市，位于洛杉矶市中心以南，面积为26.2平方公里。根据美国人口调查局2020年统计，共有人口95740人，其中拉丁裔占70.81％，黑人占25.43%、非拉丁裔白人占0.89%。康普顿是洛杉矶县最古老的城市之一，1888年5月11日，康普顿成为加利福尼亚州第八个城市。
该市贫困率、犯罪率都很高，也是嘻哈音乐的重镇，许多幫派饒舌音乐人都是康普顿人，如N.W.A（Dr.Dre、Eazy-E等），肯德里克·拉马尔、YG、罗迪·里奇、Coolio。